# فشل بزوغ الأسنان
فشل بزوغ الأسنان (بالإنجليزية: Failure of eruption of teeth)‏ يحدث عند فشل سن واحدة أو عدة أسنان في الـبزوغ في الفم. يمكن أن يحدث هذا لعدة أسباب والتي قد تتضمن إعاقة البزوغ بسبب الأسنان اللبنية، العظم المحيط بالأسنان الغير بازغة أو أي عوامل ميكانيكية أخرى. السببان الرئيسيان لفشل بزوغ الأسنان هو الفشل الأولي للبزوغ والفشل الميكانيكي للبزوغ. يعرف الفشل الأولي للبزوغ بأنه مرتبط بطفرة في مستقبل الهرمون الجار درقي 1.

## الفشل الأولي للبزوغ
المصطلح الفشل الأولي للبزوغ أطلق بواسطة الدكتور ويليام بروفيت والدكتورة كاثرين فيج عام 1981. هذا النوع من فشل البزوغ له خلفية جينية أو عائلية كأسباب. وتبلغ نسبة الإصابة حوالي 0.06% من السكان. في هذا النوع من الفشل، الأسنان الغير مقسوطة تفشل في البزوغ في الفم. هذه الأسنان لا توجد لديها  أسنان سابقة تغلق طريقها. هذه الأسنان تبزغ جزئيًا ثم تفشل بعد ذلك بمرور الوقت. نص دكتور بروفيت على أن الأسنان الخلفية فقط هي المتأثرة وكل الأسنان الواقعة في الجهة الوحشية للأسنان المتأثرة تتأثر أيضًا. كلًا من الأسنان الدائمة واللبنية قد تتأثر. غالبًا ما يؤدي هذا إلى عضة مفتوحة خلفية في المرضى الذين لديهم فشل أولي للبزوغ. يمكن أن تحدث هذه الظاهرة في أي ربع من الفم.
هناك نوعان من الفشل الأولي للبزوغ. النوع الأول يتضمن فشل بزوغ الأسنان الواقعة في الاتجاه الوحشي للسن الإنسي المتأثر بنفس درجة التأثر. النوع الثاني يتضمن نمط بزوغ أكبر، غير مكتمل، عبر الأسنان الوحشية للسن الإنسي المتأثر. من الصعب التشخيص بين هذين النوعين من من فشل البزوغ لأن الضرس الثاني لا يبزغ حتى يبلغ المريض عمر 15 عامًا. في كثير من الأحيان يتلقى المريض علاج بواسطة تقويم الأسنان قبل أن يبغو عمر الخامسة عشر. بالتالي للتشخيص الصحيح بين النوعين يحتاج المريض أن يكون فوق الخامسة عشر ودليل قاطع على عدم بزوغ الضرس الثاني.

### التدبير
تدبير الأسنان ذات الفشل الأولي للبزوغ يتضمن خلع الأسنان المتأثرة، يتبعها إغلاق الفراغ بتقويم الأسنان أو بالاستعاضة الصناعية عن طريق غرس الأسنان والطعم العظمي. هذا الاختيار يمكن أن يطبق فقط عند تأثر سن واحدة. إذا تأثرت أسنان عديدة يتم عمل قطع العظم القطعي لجعل القطعة كلها في مستوى الإطباق. مع ذلك نسبة النجاح ضعيفة في هذه الطريقة. هذه الأسنان غالبًا لا تستجيب لقوى التقويم وأظهرت الدراسات أن تطبيق قوى على هذه الأسنان قد يسبب قسط هذه الأسنان.

## الفشل الميكانيكي للبزوغ
هذا النوع من فشل البزوغ يحدث عند قسط الأسنان بالعظام المحيطة . وهذا  مختلف عن الفشل الأولي للبزوغ حيث الأسنان المتأثرة لا تكون مقسوطه. في الفشل الميكانيكي للبزوغ، الأسنان المتأثرة لديها فقدان جزئي أو كلي لألياف الأنسجة الداعمة ويظهر هذا في أشعة البانوراما وتكون الأسنان الموجودة في الاتجاه الوحشي لهذه السن غير متأثرة بهذه الظاهرة. بالفحص عن طريق النقر على الأسنان، السن ذات الفشل الميكانيكي للبزوغ يكون لها صوت ثقيل.

## فشل البزوغ المتعلق بمتلازمة
هناك العديد من المتلازمات التي تم تحديد صلتها بفشل بزوغ الأسنان. هذه المتلازمات مثل خلل التعظم الترقوي القحفي و هشاشة العظام.